# Bernard Heinze

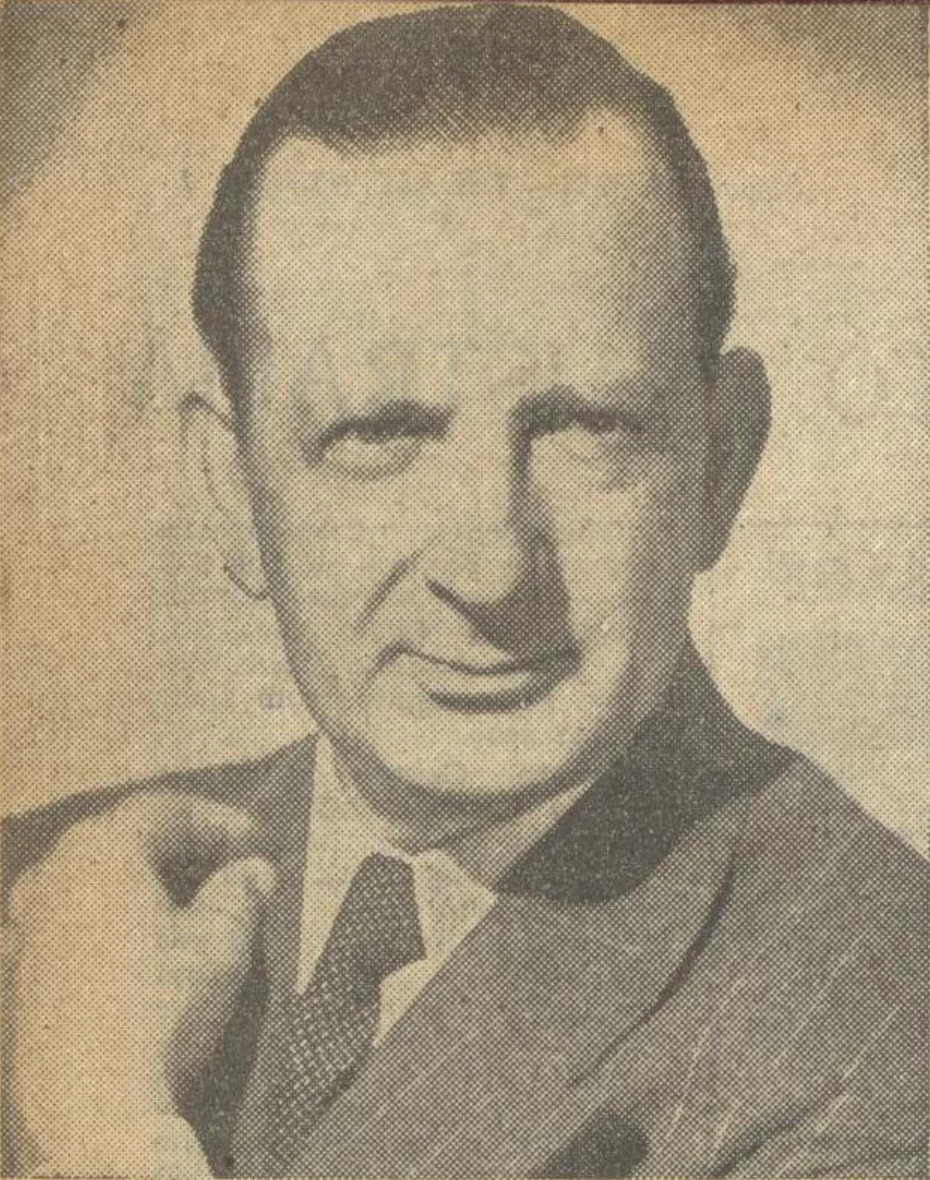
Sir Bernard Heinze, 1954

Sir Bernard Thomas Heinze AC (* 1. Juli 1894 in Shepparton, Victoria, Australien; † 10. Juni 1982 in Bellevue Hill, Sydney) war ein australischer Musiker, Dirigent und Musikpädagoge.

## Leben und Wirken
Bernard Heinze war das vierte Kind des Juweliers Benjamin Heinze und dessen Frau Minnie Frederica geb. Greenwell. Er besuchte das St. Patrick’s College in Ballarat und erhielt seine erste musikalische Ausbildung von Walter Gude, dem Gründer des Ballarat Lyric Orchestra. 1910 erhielt er ein Stipendium des Australian Music Examinations Boards für das Melbourne University Conservatorium. Dort erhielt er nach einem Jahr das William-Clarke-Stipendium und konnte am Royal College of Music in London studieren, unter anderem bei dem Violinisten Achille Rivarde, dem Pianisten Herbert Sharpe und den Komponisten Frank Bridge und Charles Villiers Stanford.
Während des Ersten Weltkrieges wurde Bernard Heinze 1915 zur Royal Garrison Artillery einberufen und diente an der Westfront als Gehilfe des Artilleriedirektors Generalmajor Herbert Guthrie Smith. Nach der Demobilisierung setzte er seine Studien fort und schrieb Musikkritiken für die London Saturday Review. Ab 1920 konnte er mit einem Stipendium an der Schola Cantorum in Paris studieren, unter anderem Musikgeschichte und Komposition bei Vincent d’Indy, Violine bei Nestor Lejeune und Solfège bei Guy de Lioncourt; außerdem besuchte er Proben zu den Concerts Colonne unter Gabriel Pierné. 1922 absolvierte er mit dem Streichquartett von Nestor Lejeune für einige Monate eine Konzertreise durch Südeuropa. Anschließend ging er nach Berlin und studierte Violine bei Willy Heß.
1923 kehrte er nach Australien zurück. Er wurde 1924 Violinlehrer am Melbourne University Conservatorium, Dirigent des Melbourne University Symphony Orchestra und gründete das Melbourne String Quartet. 1925 erhielt er am Melbourne University Conservatorium die Ormond-Professur für Musik. Heinze sollte öffentliche Musikaufführungen verbessern und die Professionalität der Spieler sichern. Er führte kostenlose Schulkonzerte und Abonnements ein und organisierte in Melbourne Prominentenkonzerte mit internationalen Künstlern. 1927 wurde er Leiter der Royal Melbourne Philharmonic Society mit einem SATB-Chor und einem Orchester. Im Jahr 1931 wurde er Fellow des Royal College of Music. 1933 vereinigte er das University Symphony Orchestra mit dem von Fritz Hart geleiteten Melbourne Symphony Orchestra und blieb bis 1956 dessen Leiter (ab 1949 unter dem Namen Victorian Symphony Orchestra). Er dirigierte Komponisten der Klassik und der Neuen Musik wie Ludwig van Beethoven, Peter Tschaikowski, Edward Elgar, Richard Strauss, Gustav Mahler, Jean Sibelius, Percy Grainger, Nikolai Rimski-Korsakow, Alexander Borodin. 1936 dirigierte er die erste Aufführung der 8. Sinfonie in c-Moll von Anton Bruckner in Australien.
Heinzes Einfluss nahm durch seine öffentlichen Funktionen zu. 1929 wurde er in Teilzeit Musikdirektor der Australian Broadcasting Corporation und 1934 Musikberater der Australian Broadcasting Commission, wo er verantwortlich für musikalische Aufführungen im Rundfunk war und Bildungskonzerte organisierte. 1936 wurde er (bis 1957) Repräsentant für musikalische Bildung des Victorian Council of Public Education. 1938 untersuchte er bei Reisen durch die Vereinigten Staaten von Amerika und durch Europa die Möglichkeiten des Rundfunks bei der Förderung der Musik. Er dirigierte auch Konzerte in Paris, Berlin, Budapest und Helsinki und war Juror beim Concours Ysaÿe in Brüssel.
Während des Zweiten Weltkrieges wurde Bernard Heinze von den Lehrverpflichtungen an der Universität freigestellt und organisierte Prominentenkonzerte für die Australian Broadcasting Commission, für die vor allem australische Solisten engagiert wurden. Aufgeführt wurden Werke internationaler Komponisten wie Ludwig van Beethoven und Arthur Honegger und australischer Komponisten wie Roy Agnew, Hooper Josse Brewster-Jones, Clive Douglas, Miriam Hyde und Robert Hughes.
Nach dem Zweiten Weltkrieg nahm er seine Tätigkeit als Ormond-Professor wieder auf und war weiterhin für die Australian Broadcasting Commission tätig. Während eines Gastdirigats in Kanada für die Canadian Radio Broadcasting Commission erhielt er 1947 die Ehrendoktorwürde der University of British Columbia. Nach seiner Rückkehr führte er Konzertreihen für Jugendliche ein und intensivierte die Konzertabonnements. Aufgeführt wurden Werke unter anderem von Dmitri Schostakowitsch, Benjamin Britten und Béla Bartók sowie australischer Komponisten wie Donald Banks, James Penberthy und Peter Sculthorpe. 1949 wurde er als Knight Bachelor zum Ritter geschlagen und führte seither den Namenszusatz „Sir“. Im selben Jahr wurde er Ehrendoktor der Musik der University of Western Australia. Heinze war weiterhin in öffentlichen Funktionen tätig, so als Vize-Patron der regionalen Abteilung des Arts Council of Australia in Victoria, 1953 als internationaler Vertreter Australiens im National Advisory Committee der UNESCO und 1955 bis 1965 als Vize-Patron der regionalen Abteilung des Arts Council of Australia in New South Wales.
1956 beendete er seine Professur am Melbourne University Conservatorium. 1957 trat er die Nachfolge von Eugène Aynsley Goossens an und war bis 1967 Direktor des New South Wales State Conservatorium of Music. Er setzte sich weiterhin aktiv für die Förderung der Musik ein. 1957 bis 1966 war er Mitglied im Vorstand und später Treuhänder des Sydney Opera House. 1958 unternahm er ungeachtet der schwierigen politischen Umstände Studienreisen durch die Sowjetunion und durch Osteuropa. 1967 war er Mitgründer der Commonwealth Assistance to Australian Composers und 1968 des Australia Council for the Arts.
1974 wurde in der Melbourne Town Hall der 50. Jahrestag seines ersten Dirigats öffentlich gefeiert und Heinze wurde zum Australian of the Year ernannt. 1975 sendete die Australian Broadcasting Corporation das biografische Feature The Bernard Heinze Story. 1976 wurde er zum Companion des Order of Australia ernannt, 1979 erhielt er als erster Australier den International Music Council Award der UNESCO.
Bernard Heinze verstarb am 10. Juni 1982 in Bellevue Hill. Nach der Totenmesse in der St. Peter’s Catholic Church in Toorak mit dem Requiem von Gabriel Fauré wurde er auf dem Brighton Cemetery im Stadtteil Caulfield South von Melbourne beerdigt. Er war seit dem 6. Juli 1932 mit Valerie Antonia Hennessy, der Tochter des damaligen Lord Mayors von Melbourne David Valentine Hennessy, verheiratet. Sie hatten drei Söhne.

## Sir Bernard Heinze Memorial Award
1985 wurde durch das Melbourne Symphony Orchestra ein Aufruf zur Vergabe eines jährlichen Sir Bernard Heinze Memorial Award für besondere Beiträge zur Musik in Australien gestartet. Die Medaille zum Preis gestaltete der australische Medailleur Michael Meszaros.
Die erste Preisträgerin war 1987 die Musikpädagogin Ruth Alexander. Zu den weiteren Preisträgern gehören Malcolm Williamson (1989), Peter Sculthorpe (1994), Yvonne Kenny (1995), Don Burrows (2000), Graeme Koehne (2004), Barry Tuckwell (2008), Richard Bonynge (2009), Brett Dean (2010), Simone Young (2011) und Anne Boyd (2014).

## Auszeichnungen und Ehrungen
- 1947: Ehrendoktor der Rechte der University of British Columbia
- 1949: Knight Bachelor
- 1949: Ehrendoktor der Musik der University of Western Australia
- 1974: Australian of the Year
- 1976: Companion des Order of Australia
- 1979: International Music Council Award der UNESCO

Im Jahr 1957 übergab der australische Maler Paul Fitzgerald ein Porträt von Bernard Heinze an das Melbourne University Conservatorium.